# Lariniaria argiopiformis
Lariniaria argiopiformis là một loài nhện trong họ Araneidae.
Loài này thuộc chi Lariniaria. Lariniaria argiopiformis được Friedrich Wilhelm Bösenberg & Embrik Strand miêu tả năm 1906.

## Hình ảnh

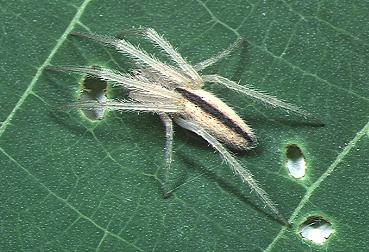